# Lentinula
Lentinula là một chi nấm tán mọc trên gỗ. Loài tân nhiệt đới Lentinula boryana (= L. cubensis) là loài điển hình. Tuy nhiên loài nổi tiếng nhất của chi là loài L. edodes, shiitake. Chi này được lập bởi Franklin Sumner Earle năm 1909, có 8 loài, phân bố ở cá vùng nhiệt đới.

## Loài
- Lentinula aciculospora
- Lentinula boryana
- Lentinula edodes
- Lentinula guarapiensis
- Lentinula lateritia
- Lentinula novae-zelandiae
- Lentinula raphanica